# Bryobium hyacinthoides
Bryobium hyacinthoides é uma espécie de orquídea (Orchidaceae) do Sudeste Asiático.